# 파파 (드라마)
《파파》는 1996년 1월 3일부터 1996년 2월 29일까지 방영된 KBS 2TV 수목 미니시리즈로, 사소한 오해로 이혼하게 된 젊은 부부가 그들을 둘러싼 여러 가지 일들을 겪으며 서로의 미묘한 감정대립을 통해 진정한 사랑을 깨닫게 되는 이야기를 모티브로 한 로코(로맨틱 코미디) 드라마로 기획한 것이다.
본 드라마는 당초 인공지능 공학자(배용준 분)과 그의 동창 친구인 기자(이영애 분)가 현실과 컴퓨터를 오가며 사건에 휩싸이며 사랑으로 끝을 맺는 사랑 이야기로 하여 1996년 7월 방영을 목표로 한 SF 드라마 〈RPG〉였다. 하지만 KBS 드라마본부 측에서 ‘비현실적이다’라는 이유로 불발되자 기획안을 파기하고, 배우는 그대로 하여 내용을 바꾼 《파파》로 기획안이 수정된 바 있다.
한편, 배용준 (최현준 역)은 해당 작품에 앞서 같은 채널 일일드라마 《며느리 삼국지》 막내손자 물망에 올랐으나 해당 작품 앞시간대 드라마란 이유로 고사했고 이 과정에서 1996년 1월 26일 종영 예정이었던 《며느리 삼국지》 전작 《내 사랑 유미》가 1달 늘린 2월 2일 막을 내리기도 했다.

## 등장 인물
- 배용준 : 최현준 역/ 소설가, 대학교수
- 이영애 : 한세영 역/ 영화사 기획실장/ 신문방송학고 졸업
- 정찬 : 한인표 역/ 세영의 동생/ 미생물학과 대학원생/ 비혼주의자
- 박중현 : 양궁 역/ 한의사(부원장)/ 세영의 어린시절 친구/ 아내와 사별
- 이제니 : 이수지 역/ 현준의 제자, 국문과 95학번
- 최윤영 : 이희수 역/ 수지의 언니/ 유치원교사, 새별과 재홍의 담임
- 이혜영 : 윤혜원 역/ 약사
- 최종원 : 신기한 역/ 양궁이 근무하는 한의원 원장
- 김시원
- 차태현 : 장광명 역/ 물리학과
- 윤손하 : 한의원 간호사
- 김정균
- 박재훈
- 전현
- 이병욱
- 이정윤 : 최새별 역/ 현준과 세영의 딸
- 최강원 : 양재홍 역/ 양궁의 아들
- 김영주 : 혜민 역/ 세영의 대학 같은 과 후배이자 현준의 대학원 후배
- 김광필
- 박상아
- 송윤아
- 최재원
- 하다솜
- 이진아 : 장지영 역/ 수지의 친구, 인표의 같은과 후배
- 신귀식 : 수지와 희수의 父
- 김규철 : 세영이 근무하는 영화사 대표
- 김경응 : 철민 역/ 세영이 근무하는 영화사 직원
- 박현정 : 세영이 근무하는 영화사 직원
- 한범희: 희수와 수지의 오빠
- 진재영 : 인표의 친구, 유아교육과
- 박경득 : 현준과 같은 대학 교수
- 양영준 : 영화사 대표 父
- 김석옥 : 영화사 대표 母
- 배윤진 : 현준의 담당 조교
- 박솔미
- 이한위